# Дельбрюківське розсіювання
Дельбрю́ківське розсі́ювання, розсіювання Дельбрюка — розсіювання фотонів на віртуальних фотонах сильного електромагнітного поля (наприклад, на кулонівському полі ядра). Перший із передбачених нелінійних ефектів квантової електродинаміки. На відміну комптонівського розсіювання, не змінює енергії фотона в системі відліку, в якій векторний потенціал поля в точці розсіювання дорівнює нулю. Може відбуватися як зі збереженням, так і з інверсією спіну фотона.

## Механізм

Фейнманівська діаграма дельбрюківського розсіювання

Віртуальний фотон поля (внизу ліворуч) породжує електрон-позитронну пару (ліва та нижня сторони квадрата). Фотон, що падає, розсіюється на одному з лептонів, після чого той анігілює зі своєю античастинкою, породжуючи віртуальний фотон.

## Перетин розсіювання
Для фотонів невеликих енергій {\displaystyle \left(\hbar \omega \ll m_{e}c^{2}\right)} переріз розсіювання зі збереженням спіну:
{\displaystyle d\sigma _{++}=d\sigma _{--}=1,004\cdot 10^{-3}(Z\alpha )^{4}r_{0}^{2}\cos ^{4}(\vartheta /2)d\Omega }
а переріз розсіювання з інверсією спіну:
{\displaystyle d\sigma _{+-}=d\sigma _{-+}=3,81\cdot 10^{-4}(Z\alpha )^{4}r_{0}^{2}\sin ^{4}(\vartheta /2)d\Omega }
де {\displaystyle \vartheta } — кут розсіювання фотона, {\displaystyle Z} — зарядове число атома, {\displaystyle d\Omega } — елемент тілесного кута, {\displaystyle r_{0}=e^{2}/4\pi \varepsilon _{0}m_{e}c^{2}} — класичний радіус електрона.
За високих енергій переріз розсіювання вперед дорівнює:
{\displaystyle d\sigma {\big |}_{\vartheta =0}={\frac {49}{81\pi ^{2}}}(Z\alpha )^{4}r_{0}^{2}\left({\frac {\hbar \omega }{m_{e}c^{2}}}\right)^{2}\left[\ln ^{2}{\frac {0{,}15\hbar \omega }{m_{e}c^{2}}}+{\frac {\pi ^{2}}{4}}\right]d\Omega }
де перший доданок у квадратних дужках відповідає за розсіювання без змінення спіну, а другий — за інверсію спіну.
Повний переріз дельбрюківського розсіювання при {\displaystyle \hbar \omega \gg m_{e}c^{2}} прямує до межі:
{\displaystyle \sigma _{\omega \to \infty }={\frac {98Z^{4}\alpha ^{6}\hbar ^{2}}{81\pi m_{e}^{2}c^{2}}}}

## Історія
Від 1932 до 1937 рік Макс Дельбрюк працював у Берліні асистентом Лізи Майтнер, яка співпрацювала з Отто Ганом у дослідженні нейтронного випромінювання урану. В цей період він написав кілька праць, одна з яких, написана 1933 року, стала важливим внеском у теорію розсіювання гамма-променів на кулонівському полі завдяки поляризації вакууму, спричиненій цим полем. Його висновки виявилися незастосовними в цьому конкретному випадку, проте за 20 років Ганс Бете підтвердив існування такого явища і назвав його «дельбрюківським розсіюванням».
1953 року Роберт Вілсон спостерігав дельбрюківське розсіювання гамма-променів енергією 1,33 МеВ у електричному полі ядра свинцю.
2012 році вперше продемонстровано, що дельбрюківське розсіювання приводить до появи позитивного показника заломлення гамма-променів (з енергією фотона 0,7—2 МеВ) у кремнії. Вважають, що це відкриття може сприяти створенню ефективної гамма-оптики.